# 1964年7月9日日食
1964年7月9日日食是一次日偏食，發生於1964年7月9日。新月當天（即朔日），地球上觀測到月球和太阳的角距離極小，此時月球如果恰好在月球交點附近，穿過太阳和地球之間，與地球、太阳接近一直線，則會出現日食。由於月球偏北或偏南，本影及偽本影從地球以北或以南經過而未接觸地表，只有半影覆蓋了地球北端或南端部分區域，形成日偏食。此次日偏食月球偏北，出現在北美洲北部和亚洲東北部地區。
通常每年有2次日食，而1964年共有4次，全都是日偏食。本次日食是其中第三次，距上一次日食，1964年6月10日僅1個月。

## 日食概況

### 出現區域
本次日偏食可在加拿大中北部、美国阿拉斯加州北部、格陵兰北部、斯瓦尔巴北半部、苏联東北部（今屬俄罗斯）、蒙古極東北端、中國额尔古纳河沿岸地區看到。儘管所有地區都在7月9日看到日食，但阿拉斯加許多地區的地理位置在實際時區以西較遠，故當地的地方時7月8日夜晚日食就已開始，島7月9日凌晨結束。

### 基本參數
- 類型：日偏食
- 食分最大處（位於苏联马加丹州今屬俄罗斯楚科奇自治區的區域以北約60公里的楚科奇海）資料：
  - 時間：1964年7月9日11:17:18
  - 地點：67°36′N 172°54′W / 67.6°N 172.9°W
  - 食分：0.3221[3]

## 相關的日食

### 1961-1964年的日食
月球交替位於相對的月球交點時，以半個交點年（食年），即約177天又4小時間隔出現下列日食。
| 降交點                                                         | 降交點                   |          | 升交點                  | 升交點 |
| 沙羅周期                                                       | 地圖                     | 沙羅周期 | 地圖                    |        |
| 120                                                            | 1961年2月15日 全食       | 125      | 1961年8月11日 環食      |        |
| 130                                                            | 1962年2月5日 全食        | 135      | 1962年7月31日 環食      |        |
| 140                                                            | 1963年1月25日 環食       | 145      | 1963年7月20日 全食      |        |
| 150                                                            | 1964年1月14日 偏食（南） | 155      | 1964年7月9日 偏食（北） |        |
| 註：1964年6月10日和1964年12月4日的日偏食屬於下一組交點年系列。 |                          |          |                         |        |

### 沙羅周期
沙羅周期長度為18年11天。本次日食屬於沙羅周期155，共包含71次日食，依次為1928年6月17日至2054年9月2日的8次日偏食、2072年9月12日至2649年8月30日的33次日全食、2667年9月10日至2703年10月3日的3次全環食（亦稱混合食）、2721年10月13日至3064年5月8日的20次日環食、3082年5月20日至3190年7月24日的7次日偏食，總共歷時1262.11年。其中最長的全食發生於2162年11月7日，共持續4分5秒。
下表列舉了20、21世紀屬於該周期的日食，是第1至10次：
| 1             | 2             | 3             |
| ------------- | ------------- | ------------- |
| 1928年6月17日 | 1946年6月29日 | 1964年7月9日  |
| 4             | 5             | 6             |
| 1982年7月20日 | 2000年7月31日 | 2018年8月11日 |
| 7             | 8             | 9             |
| 2036年8月21日 | 2054年9月2日  | 2072年9月12日 |
| 10            |               |               |
| 2090年9月23日 |               |               |

## 資料來源
1. ↑  樊忠玉. . 中国天文科普网.   [2016-03-22]. （原始内容存档于2014-09-17）.
2. ↑  Fred Espenak. . NASA Eclipse Web Site.   [2016-03-22]. （原始内容存档于2020-10-21）.（英文）
3. ↑  Fred Espenak. . NASA Eclipse Web Site.   [2016-03-22]. （原始内容存档于2020-10-21）.（英文）
4. ↑  Fred Espenak. . NASA Eclipse Web Site.（英文）

## 外部連結
- NASA日食專頁（页面存档备份，存于）（英文）
- 可見區域圖和時間統計：由弗雷德·埃斯佩納克做出的日食預報，NASA/GSFC
  - 貝塞爾元素

| \| \| 日食 \|                             |                             |                                           |
| 上一次日食： 1964年6月10日日食 （日偏食） | 1964年7月9日日食 （日偏食） | 下一次日食： 1964年12月4日日食 （日偏食） |
| 上一次日偏食： 1964年6月10日日食          | 1964年7月9日日食 （日偏食） | 下一次日偏食： 1964年12月4日日食          |
|                                           | 日食                        |                                           |